# Huarpes

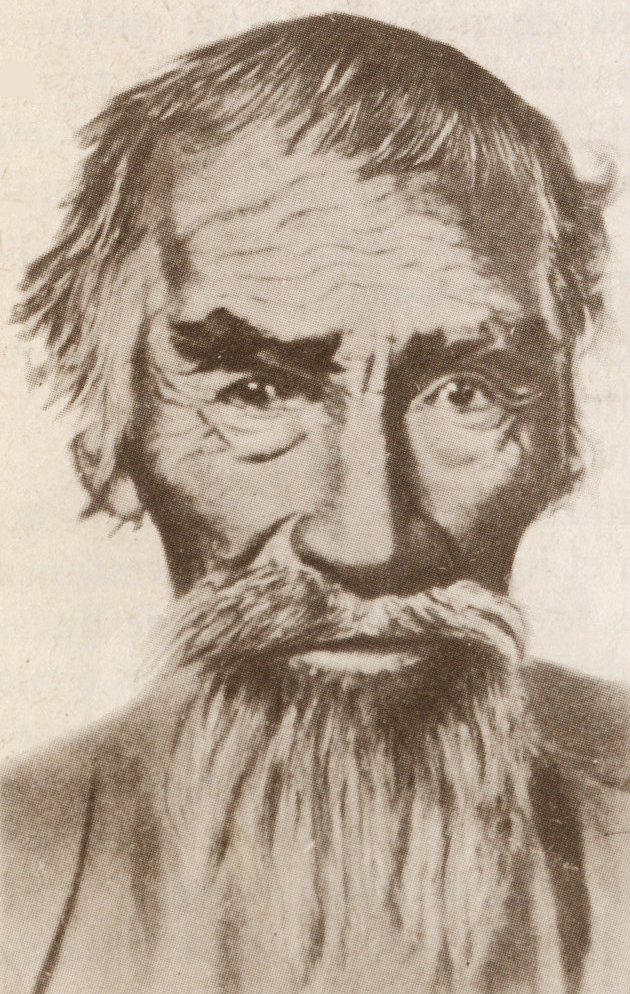
Membre de l'ethnie des Huarpes Milkayak

Les Huarpes sont une ethnie indigène d'Argentine qui habitait jusqu'au XVIe siècle la région du Kuyún ou Cuyo. Ils étaient donc répandus sur les vastes territoires des provinces de San Luis, de Mendoza et de San Juan, y compris la partie nord de celle de Neuquén.

## Subdivisions
Ils se subdivisaient en cinq grands groupes, correspondant chacun à une localisation géographique, ainsi qu'à quelques particularités de langage. On distingue les Huarpes Allentiak (dans la province de San Juan), les Huarpes Milkayak (dans le nord de la province de Mendoza), les huarpes Chikiyam aussi appelés algarroberos (dans le sud de la province de Mendoza) et les Huarpes Huanacache ou  laguneros (habitants des lagunes de Guanacache - au nord-est de Mendoza et nord-ouest de San Luis), enfin au centre et au nord du Neuquén, se trouvaient ceux que les mapuches appelaient Pehuenches jusqu'au milieu du XVIIIe siècle.

## Pehuenches et Ranquels
Au milieu du XVIIIe siècle, les Pehuenches du Neuquén étaient intensément assimilés par les Mapuches, si bien que l'on ne connait pas avec certitude l'autodénomination que se donnaient les anciens Pehuenches. On pense que cela pourrait être Penken, auquel cas le cinquième groupe de huarpes serait le groupe des Huarpes Penken. Ce que l'on sait en tout cas de ces "pehuenches" est que, durant le XVIIIe siècle, ils avancèrent vers le nord-est et s'installèrent dans une zone qui correspond aujourd'hui à la plus grande partie du territoire de la province de La Pampa et au sud des provinces de Córdoba et de San Luis formant là-bas l'ethnie mapuchisée des Ranquels.

## Mode de vie

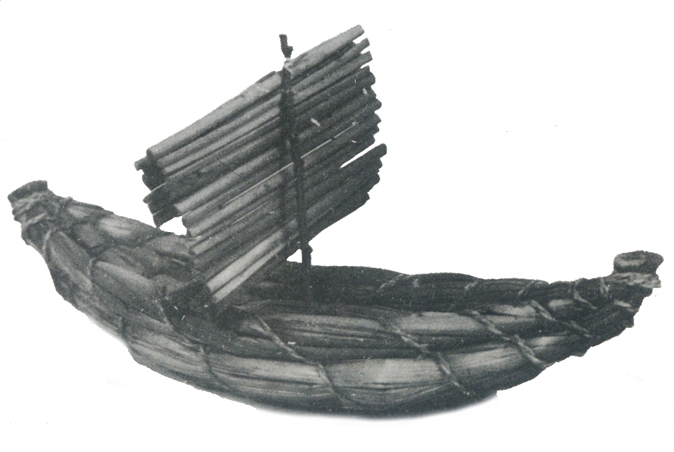
Canoë Huarpe Huanacache - Museo de Ciencias Naturales y Antropológicas Cornelio Moyano, Mendoza - Argentina

Ils construisaient des maisons soit en pierre soit en terre mélangée de paille, et ce, d'après l'endroit où ils habitaient. Ils étaient sédentaires, très doués en vannerie (les Huanacaches ou « Laguneros » se sont distingués par leurs récipients tissés de fibres et destinés à transporter de l'eau, parfaitement étanches). Ils construisaient aussi des embarcations tissées de cette manière et destinées à naviguer sur les lagunes dites Lagunas de Guanacache qui portent toujours leur nom. Ces esquifs étaient assez semblables aux « caballitos » de roseau qui sont toujours utilisés par les Indiens Urus pour naviguer sur le lac Titicaca. En plus de leur excellence en vannerie, ils étaient de très bons potiers, chasseurs et pêcheurs. Ils cultivaient la papa (ou patata) et le maïs, mais sous forme rudimentaire, quoiqu'ils aient construit des canalisations d'irrigation, comme dans la vallée de Huentata - Mendoza. Enfin, ils récoltaient les fruits (cueillette), spécialement ceux de l’alpataco, une espèce de prosopis (algarrobo) et d'autres végétaux.

## Sociologie et religion
Les chefs étaient polygames et cette qualité de chef était héréditaire, comme dans bien d'autres ethnies. Deux coutumes leur étaient très particulières, le Lévirat et le Sororat. 
Lévirat: à la mort de l'époux, la veuve et ses enfants passent sous la protection du frère puiné du décédé. 
Sororat: Un homme qui se marie acquiert le droit de se marier avec les sœurs restantes de l'épouse.
Les Huarpes croyaient en une divinité centrale appelée 'Hunuc Huar. Ils adoraient aussi le soleil, la lune, les cours d'eau, et les étoiles. À leur mort, on les couchait sur le dos tête dirigée vers la Cordillère, lieu où résidait Hunuc Huar.